# R. Kenneth Carty
R. Kenneth Carty (* 1944) ist ein kanadischer Politikwissenschaftler und emeritierter Professor der University of British Columbia (UBC). Er amtierte 2001/2002 als Präsident der Canadian Political Science Association (CPSA).

## Leben
Carty studierte an der University of New Brunswick und machte dort ein Bachelor-Examen, ging dann als Rhodes-Stipendiat an die University of Oxford, wo er ein weiteres Bachelor-Examen und einen Master-Abschluss machte. Zum Ph.D. promoviert wurde er an der Queen’s University (Kingston). Seine gesamte Laufbahn als Hochschullehrer verbrachte er an der UBC.
In seiner wissenschaftlichen Arbeit befasste er sich überwiegend mit politische Parteien und Wahlsystemen. Carty war Berater für königliche Untersuchungskommissionen auf nationaler und provinzieller Ebene, für den Ombudsmann der Canadian Broadcasting Corporation und für die Hauptwahlleiter von Kanada und British Columbia tätig. Er wurde von den Sprechern des Unterhauses zum Mitglied der Wahlkreiskommissionen für British Columbia in den Jahren 2002/03 und 2022/23 ernannt. Er beriet auch Verwaltungen und Politiker in den Niederlanden und Irland in Fragen zum Wahlsystem und zur Verfassung.